# Рецептурні лікарські засоби
Рецептурні лікарські засоби — група лікарських засобів, для відпуску яких потрібний рецепт. На приналежність лікарського засобу до категорії рецептурних впливають декілька чинників, зокрема фармакологічні властивості препарату, ризик неправильного використання пацієнтом, а також наявність відшкодування його вартості. У п'ятирічний термін, у разі подовження торгової ліцензії лікарського засобу, за доведення ефективності та безпечності останнього, препарат може бути перенесено до категорії безрецептурних лікарських засобів.
Відповідно до Закону України № 4196-VI реклама рецептурних лікарських засобів заборонена, проте законом дозволяється публікація інформації про рецептурні лікарські засоби в спеціалізованих виданнях для медичних і фармацевтичних працівників, а також на спеціалізованих семінарах, конференціях, симпозіумах з медичної тематики.

## Критерії приналежності
Принципи поділу лікарських засобів на рецептурні та безрецептурні визначені Директивою Ради ЄС 92/26/ЕЕС від 31.03.1992 р., з урахуванням деталізації в директиві від 06.11.2001 р. Остаточне рішення, до якого розряду приналежнювати лікарський засіб, ухвалюють компетентні органи кожної держави. Однак за правилами ЄС існує чотири критерії, за наявності яких лікарських засіб має відпускатися за рецептом.

### Критерій перший
За рецептом мають відпускатися лікарські засоби, що можуть загрожувати здоров'ю споживача без лікарського контролю. Потрібно звертати увагу на такі чинники:
1. Співвідношення пряма загроза здоров'ю/безпека.
2. Співвідношення непряма загроза здоров'ю/безпека.
3. Ризик і наслідки неправильного застосування лікарських засобів істотно зростають за великої кількості протипоказань, застережень і попереджень, якщо населення часто вживає ліки, що можуть взаємодіяти з відповідним лікарським засобом.

### Критерій другий
За рецептом мають відпускатися лікарські засоби, що часто використовуються неправильно великою кількістю споживачів.

### Критерій третій
За рецептом мають відпускатися лікарські засоби, до складу яких входять речовини, дія і/або побічні ефекти яких потребують подальшого вивчення.

### Критерій четвертий
За рецептом мають відпускатися лікарські засоби, здебільшого призначені для парентерального застосування.

## Зміна категорії
Директива Ради Європейського Союзу передбачає, що після п'яти років, коли виробник лікарського засобу подає заявку на подовження терміну торгової ліцензії препарату, національні компетентні органи повинні переглянути категорію відпуску препарати і, за потреби, змінити її. Завдяки цьому лікарські засоби, що довели свою ефективність і безпеку в категорії рецептурних можуть стати безрецептурними.
Ці механізми контролю за відпуском рецептурних препаратів в Україні набули чинності з наказом МОЗ України від 19.07.2005 р. № 360 з доповненнями наказом МОЗ України від 04.07.2006 р. № 440 «Про затвердження Правил виписування рецептів та вимог-замовлень на лікарські засоби і вироби медичного призначення, Порядку відпуску лікарських засобів і виробів медичного призначення з аптек та їх структурних підрозділів, Інструкції про порядок зберігання, обліку та знищення рецептурних бланків та вимог-замовлень».

## Рекламування

### Законодавчі принципи
Закон України «Про внесення змін до деяких законів України у сфері охорони здоров'я щодо посилення контролю за обігом лікарських засобів, харчових продуктів для спеціального дієтичного споживання, функціональних харчових продуктів та дієтичних добавок» № 4196-VI вніс зміни до Закону України «Про лікарські засоби» та Закону України «Про рекламу».
Відповідно до Закону № 4196-VI реклама рецептурних лікарських засобів заборонена: «Реклама лікарських засобів, застосування та відпуск яких дозволяється лише за рецептом лікаря, а також тих, що внесені до переліку заборонених до рекламування лікарських засобів, забороняється». Однак законом дозволена публікація інформації про рецептурні лікарські засоби у виданнях, призначених для медичних та фармацевтичних працівників, а також у матеріалах, що розповсюджуються на спеціалізованих семінарах, конференціях, симпозіумах з медичної тематики.

### Відповідальність за порушення законодавства
Закон України «Про рекламу» визначає, що особи, винні у порушенні законодавства про рекламу, несуть дисциплінарну, цивільно-правову, адміністративну та кримінальну відповідальність відповідно до закону.
Рекламодавці, винні у замовленні розповсюдження реклами рецептурних лікарських засобів, несуть відповідальність за порушення законодавства про рекламу у вигляді штрафу в розмірі 5-кратної вартості розповсюдженої реклами.
Неподання або подання свідомо неправдивої інформації щодо вартості розповсюдженої реклами, її виготовлення та/або розповсюдження з рекламодавців, виробників і розповсюджувачів реклами може каратися стягненням штрафу в розмірі 100 неоподатковуваних мінімумів доходів громадян.
Повторне вчинення зазначених порушень протягом року карається накладенням штрафу в подвійному розмірі. У випадках неможливості встановлення вартості реклами, розповсюдженої з порушенням законодавства, з рекламодавців і розповсюджувачів реклами стягується штраф у розмірі до 300 неоподатковуваних мінімумів доходів громадян.